# Hieracium sulphureum
Hieracium sulphureum là một loài thực vật có hoa trong họ Cúc. Loài này được Doell mô tả khoa học đầu tiên.